# Kurt von Behr
Kurt von Behr, född 1 mars 1890 i Hannover, död 19 april 1945 i Staffelstein, var en tysk konsthistoriker som från 1940 tillhörde Einsatzstab Reichsleiter Rosenberg, som hade i uppgift att plundra de av Nazityskland ockuperade områdena på bland annat konstskatter, musik och värdefull litteratur. Från 1940 till 1941 ledde han Sonderstab Bildende Kunst, som förde konst från Frankrike till Tyskland. Från januari 1942 förestod han den så kallade M-Aktion (efter begynnelsebokstaven i det tyska ordet Möbel), som syftade till att konfiskera möbler och annan inredning från övergivna judiska bostäder i Frankrike och Benelux. I andra världskrigets slutskede begick von Behr självmord tillsammans med sin hustru genom att inta gift.